# Sèrie 253 de Renfe
S-253 és una sèrie de cent unitats de locomotores elèctriques de la 3a generació de la família Traxx fabricada per Bombardier, denominada Bombardier TRAXX2I F140DC, lliurades des del 2008 a RENFE. Aquesta sèrie de locomotores és destinada exclusivament per al tràfic de mercaderies, i ofereixen una potència de 5.400 kW propulsats per una sèrie de diferents convertidors de potència GTO i controls de tracció Mitrac TC 3300 IGBT i un mòdul de transmissió per desenvolupar una velocitat màxima de 140 km/h. Les locomotores tenen un ample fix de 1668mm, ample ibèric, encara que com a tot el material nou que adquireix RENFE, se li podran instal·lar bogies d'ample UIC.
Aquesta sèrie de locomotores és monotensió, estant preparades per funcionar únicament sota una tensió de 3 kV en corrent continu, per tant no podran funcionar en els traçats d'alta velocitat aptes per a mercaderies que s'estan construint en l'actualitat.
De les cent unitats adjudicades el 8 d'octubre de 2006, les 55 primeres han estat construïdes per Bombardier en la factoria que té en Gual Ligure (Itàlia) i les 45 restants en el TCR de Villaverde Bajo (Madrid). A mitjans de juny de 2011, 82 estaven en servei i les 18 restants de la Sèrie estaven en proves